# Hegedüs György
Hegedüs György (Nagykanizsa, 1883. november 1. – Sárvár, 1925. szeptember 27.) magyar ügyvéd, újságíró, nemzetgyűlési képviselő.

## Élete
Középiskoláit szülővárosában a piaristák gimnáziumában végezte 1903-ban, ezután rövid ideig a Magyarország című lap szerkesztőségében dolgozott.
A budapesti egyetemen jogi és államtudományi diplomát szerzett, és ügyvédként kezdett praktizálni 1913-tól Nagykanizsán.
Az első világháborút végigharcolta. Többször súlyosan megsebesült, bátor magatartásáért két katonai érdemkereszttel, két Signum Laudisszal, a háromszoros sebesülési éremmel és a Károly-csapatkereszttel tüntették ki; a lapok többször megemlékeztek harctéri magatartásáról.
A Tanácsköztársaság alatt kétszer letartóztatták, mert ellenforradalmi megmozdulásokat szervezett. Amikor Budapestre akarták szállítani, a Nagykanizsán összegyűlt kisgazdák a fogházból kiszabadították, és így Szegedre menekülhetett. A szegedi nemzeti kormány 1919 nyarán kinevezte Nagykanizsa és a kanizsai járás teljhatalmú kormánybiztosának. A Zala megyei kisgazdapártot már a forradalom alatt tevékenyen szervezte.
Az 1920-as választásokon a letenyei választókerület kisgazdapárt programmal küldte a nemzetgyűlésbe. A kisgazdapártból, mint indokolta, a pártnak a gazdasági kérdésekben való lanyha, a keresztény kérdésben pedig liberális magatartása miatt 1921 májusában kilépett, és 1922-ig mint pártonkívüli kisgazdapárti foglalt helyet a Házban. Számos cikket írt különböző fővárosi lapokba, a nemzetgyűlésen pedig a szabadkőművességről, a földreformról, a pénzügyi kérdésekről és közgazdasági kérdésekről és az agrár- és keresztény irányzat erőteljesebb érvényesítése érdekében több ízben szólalt fel. Az Ébredő Magyarok Egyesületének országos társelnöke volt, erősen szélsőséges irányú felszólalásai, amelyeket az ÉME védelmében mondott, gyakran vihart keltettek. Az 1922-es választások alkalmával kormánytámogató pártonkívüli programmal újra a letenyei kerületben lépett fel, ahol Terbócz Imre egységes párti jelölttel szemben erős küzdelem után 158 szótöbbséggel nyert.
1920 és 1923 között a Zalai Közlöny című vidéki lap főszerkesztője is volt. 
1925. szeptember 27-én Sárvár községházában több képviselővel együtt vett részt egy ünnepségen, melyen Vass József népjóléti miniszter és Huszár Károly volt miniszterelnök vette át díszpolgári oklevelét. 6-7 perces beszéde után rosszullétet érezve, székére ült, amelyről egyszerre lefordult, de Bartha János képviselő felfogta, később kiderült, hogy szívinfarktus érte. Eszméletlen volt, mikor egy Szabó nevű tanító lakására vitték. Ott, anélkül, hogy magához tért volna, meghalt. Nagykanizsán temették el.